# Страдеч (зупинний пункт)
Страдеч (біл. Страдзеч, також — Страдечи) — пасажирський залізничний зупинний пункт Берестейського відділення Білоруської залізниці на неелектрифікованій лінії Берестя-Південний — Влодава між зупинними пунктами Заказанка (2,8 км) та Кодень (2 км). Розташований в селі Страдеч Берестейського району Берестейської області.

## Пасажирське сполучення
На зупинному пункті Страдеч зупиняються регіональні поїзди економ-класу сполученням Берестя — Влодава.